# Ruisseau des Quatre Moulins
Le ruisseau des Quatre Moulins est un cours d'eau franco-luxembourgeois. C'est un affluent en rive droite de l'Alzette, donc un sous-affluent du Rhin par la Moselle et la Sûre. Il portait autrefois le nom celtique Simara.

## Géographie

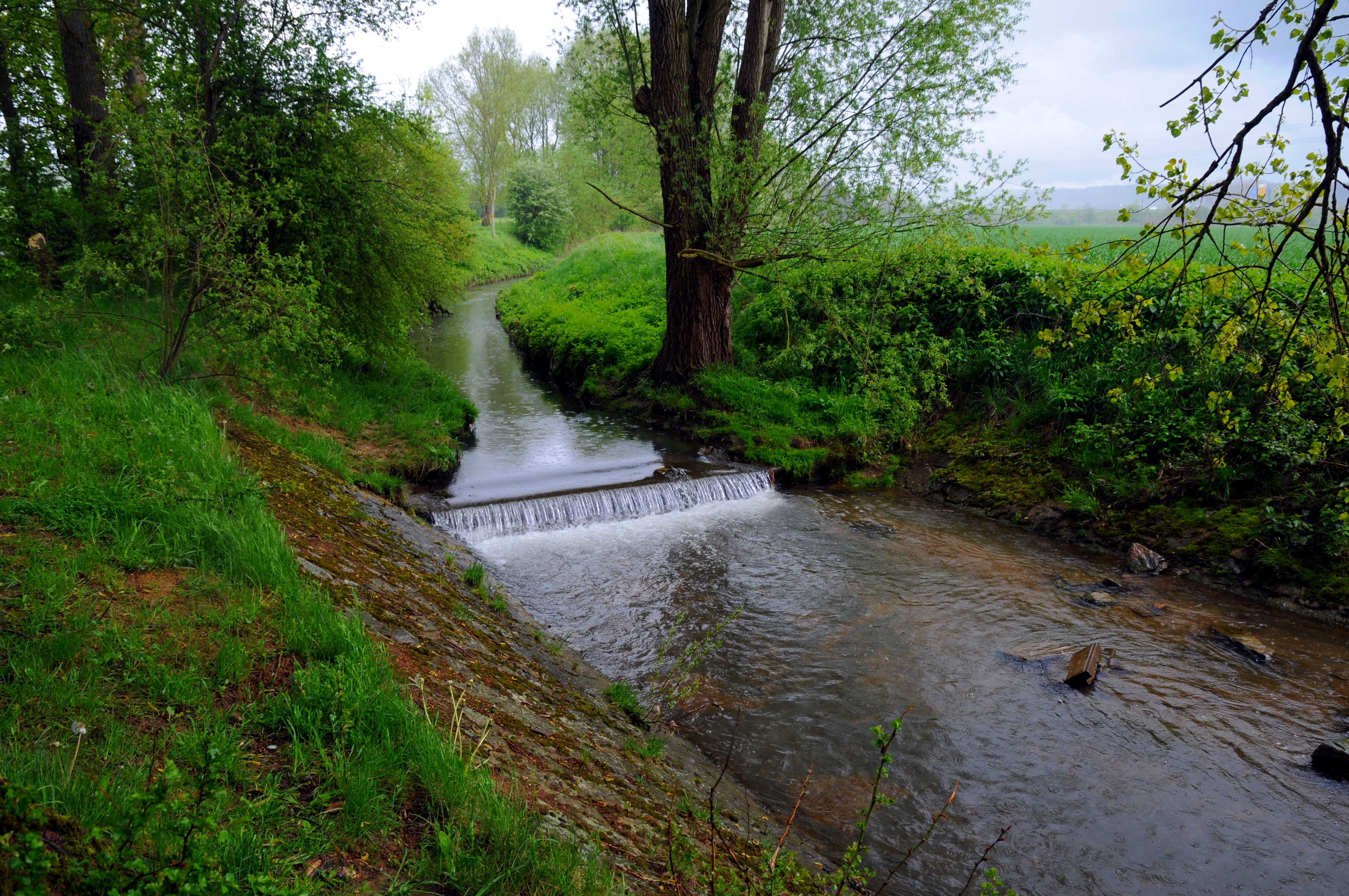
Le ruisseau des Quatre Moulins à Dudelange (Luxembourg).

Le ruisseau des Quatre Moulins prend sa source au lieu-dit Bois de la Husse, situé sur la commune française d'Escherange, dans le département de la Moselle. Il suit un écoulement sud-nord vers la frontière franco-luxembourgeoise, sur 7,3 km de cours français et un cours total de 14,5 km. À Bettembourg, le ruisseau des Quatre Moulins se jette dans l'Alzette. Le bassin versant est de 28 kilomètres carrés et est composé d'une zone forestière en tête de bassin puis de prairies. L'aval est constitué de zones urbanisées.

### Communes traversées
- en France: ce cours d'eau traverse deux communes françaises, toutes les deux situées dans le département de la Moselle. Il s'agit d'Escherange (et de son annexe Molvange) et Volmerange-les-Mines.
- au Luxembourg: Dudelange et Bettembourg.

## Écologie
En 2001-2002, une étude avait « conclu à une qualité moyenne à médiocre sur 74 % du linéaire et mauvaise sur les 26 % restants ».